# Europa Universalis (serie)
Europa Universalis è una serie di videogiochi strategici in tempo reale sviluppati da Paradox Interactive in esclusiva per Windows a partire dal 2000.

## Modalità di gioco
Tutti i giochi della serie prevedono che il giocatore prenda il controllo di una nazione del mondo tra tutte quelle disponibili in un certo periodo storico. Lo scopo è di governarla, decidendo la linea politica, economia ed eventuali azioni militari. Si potrà quindi reclutare, dichiarare guerra, acquisire nuovi territori, colonizzare terre, migliorare città, gestire la tassazione, la ricerca tecnologica, il commercio e la diplomazia. Le altre nazioni non selezionate sono gestite dall'IA o da un misto di altri giocatori (connessi in LAN o internet) e IA.
La coerenza storica degli avvenimenti è sempre stata un punto centrale per il franchise tanto da essere definito storico-strategico. Sono così riportate le principali guerre, riforme religiose, colonizzazioni, annessioni, scoperte, rivolte e crisi. Le decisioni prese dall'avvio della partita però possono modificare anche radicalmente il corso della storia nel gioco. Il periodo storico di riferimento per la serie principale va generalmente dalla scoperta dell'america del 1492 alla rivoluzione francese del 1789, ma in alcuni giochi o espansioni è stato esteso arrivando a coprire dal 1399 al 1821.
La curva di apprendimento per questa serie è ripida per la mancanza quasi totale di tutorial (presenti solo nell'ultimo titolo) e gli innumerevoli parametri da tenere sotto controllo per ogni decisione. I videogiochi oltretutto non sono distribuiti in lingua italiana.

## Caratteristiche tecniche
I videogiochi della serie, seppur definibili in tempo reale, hanno delle caratteristiche proprie dei videogiochi a turni e gestionali. Il tempo è strutturato come una sequenza di giorni, ma è possibile mettere il gioco in pausa per dare ordini alle truppe, riflettere sulle conseguenze di un avvenimento o gestire la nazione. Inoltre lo scorrere dei giorni può essere velocizzato o rallentato a piacimento. Gli aspetti finanziari, diplomatici, religiosi, culturali, tecnologici e commerciali sono invece strutturati in maniera minuziosa offrendo ampio controllo al giocatore.
Solo a partire da Europa universalis 3 i giochi possiedono un motore grafico 3D mentre i predecessori sono 2D.

## Videogiochi

### Capitoli principali
| Anno | Titolo                 | Editore             | Piattaforma |
| ---- | ---------------------- | ------------------- | ----------- |
| 2000 | Europa Universalis     | Strategy First      | Windows     |
| 2002 | Europa Universalis II  | Strategy First      | Windows     |
| 2007 | Europa Universalis III | Koch Media          | Windows     |
| 2013 | Europa Universalis IV  | Paradox Interactive | Windows     |

### Spin-off
| Anno | Titolo                                 | Editore             | Piattaforma |
| ---- | -------------------------------------- | ------------------- | ----------- |
| 2003 | Europa Universalis: Crown of the North | Strategy First      | Windows     |
| 2008 | Europa Universalis: Rome               | Paradox Interactive | Windows     |